# Сантуш, Фернанду
Ферна́нду Мануэ́л Ферна́ндеш да Ко́шта Са́нтуш (порт. Fernando Manuel Fernandes da Costa Santos; род. 10 октября 1954, Лиссабон) — португальский футболист, защитник и тренер.

## Биография
Фернанду Сантуш начал свою футбольную карьеру в 1966 году в юношеском составе португальского клуба «Бенфика», до 1971 года выступал в основной команде клуба, пока не перешёл в «Маритиму». За последний играл два сезона и до 1975 года оставался игроком «Эшторил-Прая».
Свою карьеру игрока Сантуш завершил в возрасте 30 лет. Получил степень бакалавра технического инженера телекоммуникаций и электроники в Лиссабонском институте. В 1987 начал тренерскую деятельность в «Эшторил-Прая». Впоследствии тренировал отечественные «Порту», «Бенфику» и «Спортинг», а также настоящих грандов греческого футбола АЕК, «Панатинаикос» и ПАОК. В феврале 2010 года Фернанду Сантуш был назван тренером десятилетия в Греции.
В июне 2010 года, когда после поражения от сборной Аргентины Греция прекратила участие в чемпионате мира по футболу в ЮАР, Отто Рехагель ушёл в отставку с поста главного тренера сборной Греции, вероятным преемником обозреватели сразу назвали Фернанду Сантуша. Однако на первое предложение Греческой футбольной федерации Сантуш ответил отказом. После чего совет федерации повысил плату тренера до 600 тысяч евро в год. 28 июня 2010 года после встречи с Софоклисом Пилавосом в Афинах была достигнута договорённость. 1 июля 2010 Фернанду Сантуш был официально назначен тренером национальной сборной минимум на следующие два года. Руководил греками на Евро-2012 и ЧМ-2014, на обоих турнирах выходя в плей-офф.
23 сентября 2014 года Сантуш возглавил сборную Португалии. 10 июля 2016 года сборная Португалии под его руководством впервые в своей истории стала чемпионом Европы, обыграв в финале хозяев турнира сборную Франции.
19 июля 2016 года Сантуш поставил подпись под новым контрактом с Португальской федерацией футбола, который был рассчитан до 2020 года. 27 декабря 2016 года Сантуш был признан лучшим тренером года среди главных тренеров национальных команд по версии МФФИИС.
15 декабря 2022 года Сантуш покинул пост главного тренера сборной Португалии.
23 января 2023 года президент Польского футбольного союза Цезарь Кулеша сообщил о назначении Сантуша главным тренером сборной Польши. 13 сентября 2023 года Фернанду Сантуш был уволен с поста главного тренера сборной Польши.
7 января 2024 года назначен главным тренером турецкого «Бешикташа». 13 апреля 2024 года Сантуш был уволен с поста главного тренера «Бешикташа».
12 июня 2024 года возглавил сборную Азербайджана.

## Тренерские достижения

### Командные
«Порту»
- Чемпион Португалии: 1998/99
- Обладатель Кубка Португалии: 1999/2000, 2000/01
- Обладатель Суперкубка Португалии: 1998, 1999

АЕК (Афины)
- Обладатель Кубка Греции: 2001/02

Сборная Португалии
- Чемпион Европы: 2016
- Победитель Лиги наций УЕФА: 2018/19

### Личные
- Тренер года в Греции (4): 2002, 2005, 2009, 2010
- Лучший тренер десятилетия в Греции (2010)[3].
- Тренер года по версии IFFHS: 2016
- Лучший национальный тренер мира по версии Globe Soccer: 2016

## Тренерская статистика
| Команда              | Начало работы    | Завершение работы | Показатели | Показатели | Показатели | Показатели | Показатели |
| Команда              | Начало работы    | Завершение работы | М          | В          | Н          | П          | % побед    |
| -------------------- | ---------------- | ----------------- | ---------- | ---------- | ---------- | ---------- | ---------- |
| Эшторил-Прая         | 19 января 1988   | 7 марта 1994      | 140        | 41         | 42         | 57         | 029,29     |
| Эштрела (Амадора)    | 22 ноября 1994   | 30 июня 1998      | 136        | 39         | 47         | 50         | 028,68     |
| Порту                | 1 июля 1998      | 13 июня 2001      | 102        | 70         | 18         | 14         | 068,63     |
| АЕК (Афины)          | 17 июня 2001     | 9 мая 2002        | 50         | 37         | 5          | 8          | 074,00     |
| Панатинаикос         | 1 июля 2002      | 16 октября 2002   | 9          | 6          | 0          | 3          | 066,67     |
| Спортинг (Лиссабон)  | 1 июля 2003      | 30 июня 2004      | 38         | 25         | 5          | 8          | 065,79     |
| АЕК (Афины)          | 16 июля 2004     | 13 мая 2006       | 85         | 48         | 21         | 16         | 056,47     |
| Бенфика              | 1 июля 2006      | 20 августа 2007   | 46         | 27         | 11         | 8          | 058,70     |
| ПАОК                 | 3 сентября 2007  | 30 июня 2010      | 114        | 59         | 23         | 32         | 051,75     |
| Сборная Греции       | 1 июля 2010      | 30 июня 2014      | 49         | 26         | 16         | 7          | 053,06     |
| Сборная Португалии   | 23 сентября 2014 | 15 декабря 2022   | 109        | 68         | 21         | 20         | 062,39     |
| Сборная Польши       | 23 января 2023   | 13 сентября 2023  | 6          | 3          | 0          | 3          | 050,00     |
| Бешикташ             | 7 января 2024    | 13 апреля 2024    | 16         | 7          | 4          | 5          | 043,75     |
| Сборная Азербайджана | 12 июня 2024     | н. в.             | 10         | 0          | 2          | 8          | 000,00     |
| Итого                | Итого            | Итого             | 909        | 455        | 215        | 239        | 050,06     |